# Crocoïte
La crocoïte est une espèce minérale du groupe des chromates, de formule PbCrO4, pouvant présenter des traces de zinc et de soufre. Les cristaux peuvent atteindre 15 cm.

## Inventeur et étymologie
C’est la description de François Sulpice Beudant de 1832 qui fait référence. Il appela ce minéral crocoïse pour sa couleur semblable à celle des étamines de crocus sativa (Du grec krokos, safran). Plus tard, crocoïse fut harmonisé en crocoïte. Nom qui évoluera ensuite vers Crocoïte.
Les échantillons de Berezov étaient connus depuis plusieurs années et avaient été étudiés par René-Just Haüy sous le nom de plomb chromaté. C'est grâce à ce minéral que le chimiste français Louis-Nicolas Vauquelin réussit à identifier l'élément chrome.

### Topotype
- Mines de Berezovskoe, Berezovskii (Berezovskii Zavod), Ekaterinburg (Sverdlovsk), Ekaterinburgskaya (Sverdlovskaya) Oblast', Oural, Russie[5],[6]
- Les échantillons de référence sont déposés au Muséum national d'histoire naturelle de Paris.

### Synonymes
- bérésofite ou bérésovite (Shepard 1844) [7]
- crocoïse (Beudant 1832)[4]
- lehmannite (H. J. Brooke et W. H. Miller (1852)[8]
- minerai de plomb rouge (Pallas 1770) [9]
- plombe rouge de Sibérie (Macquart 1789) [10]
- plomb chromaté (Haüy 1801) [11]

## Caractéristiques physico-chimiques

### Critères de détermination
Les cristaux de crocoïte sont presque toujours prismatiques, très allongés, finement striés dans le sens de l'allongement et souvent réunis en agrégats parfois aciculaires. La crocoïte se présente aussi en masses granulaires ou columnaires.

### Cristallographie
Le système cristallin de ce minéral est monoclinique. 
- Paramètres de la maille conventionnelle : a=7,120 Å, b=7,421 Å, c=6,800 Å, β=77,55 °, Z=4, V=351,74 Å3
- Densité calculée = 6,10

## Gîtes et gisements

### Gîtologie et minéraux associés
Uniquement dans les zones d'oxydation de quelques gisements plombifères particuliers. Il faut que les eaux chargées de chrome, par leur passage sur les roches chromifères, réagissent aux sels de plomb pour que se forme le chromate correspondant.
Les minéraux souvent associés à la crocoïte sont : phoenicochroïte, vauquelinite, embreyite, pyromorphite, dundasite, vanadinite, descloizite, wulfénite, cérusite, anglésite, quartz, limonite.

### Gisements producteurs de spécimens remarquables
- Australie

Dundas, Tasmanie : C'est de cet endroit que proviennent la plupart des crocoïtes.
- Brésil

Près de Congonhas do Campo, Minas Gerais, Brésil.
- France

Veine de Le Cantonnier, Nontron, Dordogne, Aquitaine : cristaux millimétriques
La Goutelle, Pontgibaud, Puy-de-Dôme, Auvergne
Pennafort, Callas, Var, Provence-Alpes-Côte d'Azur
- Philippines

Labo, Camarines Norte Province, Bicol Region, Luçon,
- Russie

Mines de Berezov, Berezovskii (Berezovskii Zavod), Ekaterinburg (Sverdlovsk), Ekaterinburgskaya (Sverdlovskaya) Oblast', Oural, Russie, : échantillons aujourd'hui quasiment introuvables.

### Exemplaires remarquables
Les plus beaux cristaux connus provenant de Tasmanie se trouvent au British Museum de Londres. Les plus remarquables, pouvant atteindre 15 centimètres de longueur, ne sont pas exposés car sensibles à la lumière. Une belle collection se trouve au musée d'histoire naturelle d'Adélaïde, en Australie.

## Exploitation des gisements

### Utilisation
- Réduite en poudre, la crocoïte fournit un pigment orange brillant utilisé en peinture, notamment utilisé par les peintres russes[réf. nécessaire][Lesquels ?].
- La crocoïte est exploitée comme minerai de plomb en raison de son abondance.

## Galerie

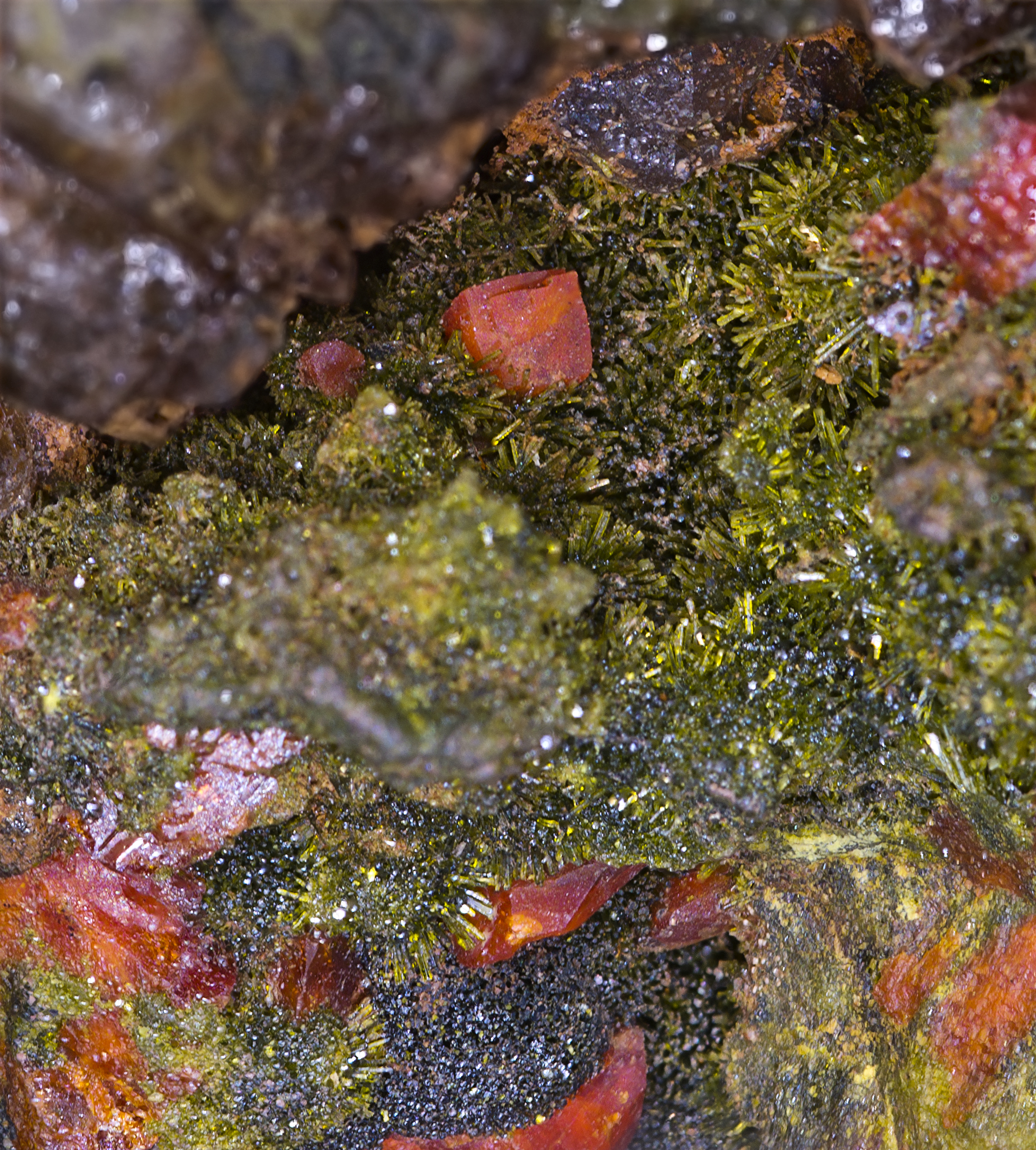
Crocoïte sur pyromorphite de Berezov Russie - Gisement Topotype.